# Hệ thống Hội nhập Trung Mỹ
Hệ thống hội nhập Trung Mỹ (tiếng Anh:Central American Integration System, tiếng Tây Ban Nha: Sistema de la Integración Centroamericana, hay SICA) là tổ chức kinh tế và chính trị của các quốc gia Trung Mỹ kể từ ngày 1 tháng 2 năm 1993. Ngày 13 tháng 12 năm 1991, các nước ODECA (tiếng Tây Ban Nha: Organisation de Estados Centroamericanos) đã ký Nghị định thư Tegucigalpa, mở rộng hợp tác trước đó vì hòa bình, tự do chính trị, dân chủ và phát triển kinh tế trong khu vực. Tổng thư ký của SICA có trụ sở ở El Salvador.
Năm 1991, khung thể chế của SICA bao gồm Guatemala, El Salvador, Honduras, Nicaragua, Costa Rica và Panama. Belize gia nhập vào năm 1998 với tư cách là thành viên chính thức, trong khi Cộng hòa Dominica trở thành một quốc gia liên kết vào năm 2004 và là thành viên chính thức vào năm 2013. Mexico, Chile và Brazil trở thành một phần của tổ chức với tư cách là quan sát viên khu vực, và Trung Hoa Dân Quốc, Tây Ban Nha, Đức và Nhật Bản trở thành quan sát viên ngoài khu vực. SICA được mời thường trực tham gia với tư cách quan sát viên trong các phiên họp của Đại hội đồng Liên Hợp Quốc, và duy trì các văn phòng tại Trụ sở Liên Hợp Quốc.
Bốn quốc gia khác (Guatemala, El Salvador, Honduras và Nicaragua) trải qua quá trình hội nhập chính trị, văn hóa và di cư đã thành lập một nhóm, Central America Four hay CA-4, đã đưa ra biên giới nội bộ chung và cùng một loại hộ chiếu. Belize, Costa Rica, Panama và Cộng hòa Dominica sau đó đã tham gia CA-4 để hội nhập kinh tế.